# Ted Colson

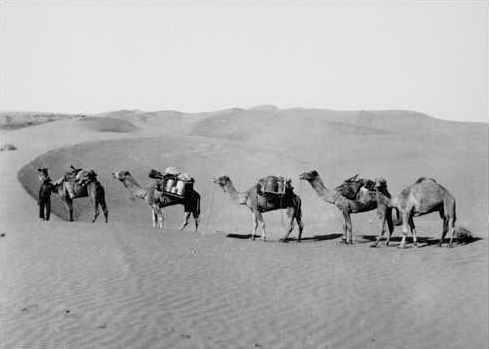
Colsonova expedice (1936)

Edmund Albert Colson, známější jako Ted Colson (3. června 1881, Richmans Creek, Jižní Austrálie – 27. února 1950, Balaklava, Jižní Austrálie), byl australský antropolog a cestovatel.

## Život

Poeppelův roh

Stal se zakladatelem obchodní společnosti Colson trading Co. v Severním teritoriu a také průzkumníkem australských pustin. Podnikl řadu výprav do centra kontinentu a vytyčil nové cesty napříč střední Austrálií. Jako první přešel celou Simpsonovu poušť (roku 1936) a stanul na tzv. Poeppelově rohu (místo, kde se stýkají hranice Jižní Austrálie, Queenslandu a Severního teritoria) . Mnohé jeho výpravy byly podniknuty díky jeho zájmu o domorodé Austrálce a jejich kulturu. Colson mluvil několika austrálskými jazyky a živě se zajímal o domorodé zvyky a rituály.